# عقوبة الإعدام في فنزويلا

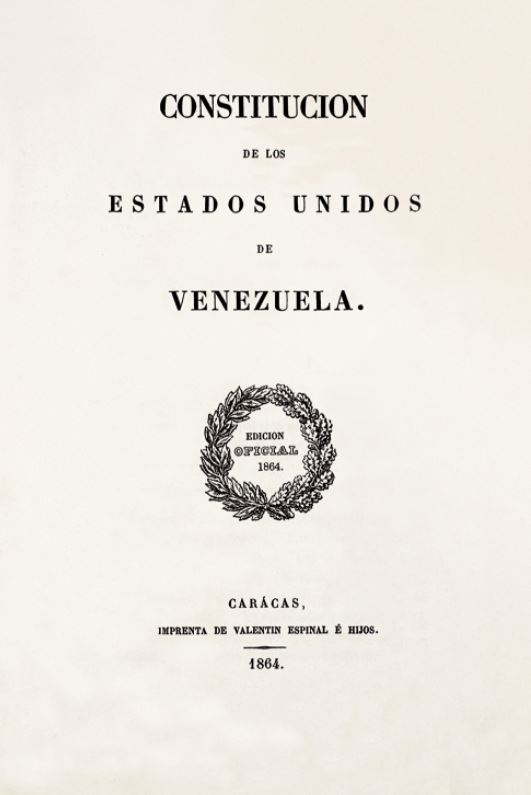
دستور فنزويلا لعام 1864

عقوبة الإعدام في فنزويلا تم إلغاء عقوبة الإعدام في جمهورية فنزويلا البوليفارية.
كانت فنزويلا هي الدولة الأولى التي لا تزال قائمة في العالم التي ألغت عقوبة الإعدام بالنسبة لجميع الجرائم وذلك بموجب الدستور عام 1863. ألغت سان مارينو عقوبة الإعدام بالنسبة للجرائم العادية فقط في عام 1848، لكنها ألغتها بالنسبة لجميع الجرائم في عام 1865.
حذت كوستاريكا حذوها في عام 1877، مما جعل فنزويلا واحدة من ثلاث دول فقط ألغت عقوبة الإعدام بحلول عام 1900.